# Kruševac (Srbica)
Pour les articles homonymes, voir Kruševac (homonymie).
Kryshec en albanais et Kruševac en serbe latin (en serbe cyrillique : Крушевац) est une localité d Serbie située dans la commune/municipalité de Skenderaj/Srbica et dans le district de Mitrovicë/Kosovska Mitrovica. Selon le recensement kosovar de 2011, elle compte 504 habitants, tous albanais.

## Démographie

### Évolution historique de la population dans la localité
| 1948 | 1953 | 1961 | 1971 | 1981 | 1991 | 2011 |
| ---- | ---- | ---- | ---- | ---- | ---- | ---- |
| 281  | 319  | 382  | 509  | 582  | 705  | 504  |

|  |